# Christian Löer
Christian Löer (* 1962; Schreibweise teilweise auch: Christian Loer) ist ein deutscher Sänger, Musiker und Songwriter christlicher Popmusik.

## Leben
Christian Löer war seit 1976 für Jugendgottesdienste in seiner Kirchengemeinde tätig. Er studierte von 1982 bis 1988 Architektur an der Fachhochschule Bochum und hatte bis dahin bereits rund 100 Konzerte gegeben.
1986 veröffentlichte er sein Debütalbum 180°-Chance-Songs im damaligen Label Lord Records für populäre christliche Musik im Verlag Schulte & Gerth und wurde vor allem für seine textorientierten, christlichem Selbstverständnis kritisch gegenübertretenden Lieder bekannt. Es folgte 1988 die LP Mit offenen Karten. Außerdem gewann Klaus Heizmann, damals Leiter des Musischen Bildungszentrum St. Goar, den Sänger für sein Choralbum Farbe kommt in dein Leben, betitelt nach seinem eigenen Lied. 1988 erschien seine zweite LP Mit offenen Karten. Anfang der 1990er Jahre brachte Christian Löer mit Westen, Focus und Tolle Typen drei weitere Platten auf den Markt, von denen die letztere als einziges seiner Soloalben bei Hänssler Music erschien. Nach zwei weiteren Gastbeteiligungen an Chorprojekten von Klaus Heizmann folgte ab 1995 eine längere Pause mit Veröffentlichungen als Solo-Künstler. Löer schrieb aber weiterhin Lieder, die etwa auf den von Hans Werner Scharnowski produzierten CDs der Reihe Jahreslieder erschienen.
Seit ca. 1999 ist Löer Leiter des Gospelchors Enjoy der evangelischen Kirche in Rhade, den er mit dem damaligen Pfarrer Andreas Deppermann gegründet hat. 2001 erschien sein Solo-Album Unverhoffte Brise. Weitere Projekte unternahm der Musiker unter anderem in Zusammenarbeit mit Klaus-André Eickhoff mit dem gemeinsamen Programm Anstößiges zu Kirche, Kultur und Lebenskunst.
Nach wie vor gibt es gelegentlich kleinere Solo-Auftritte oder Konzerte (auch mit kleiner Begleitband), bei denen Christian Löer etliche neue Texte und Kompositionen vorstellt. Anfang 2022 ist ein neues Soloalbum mit dem Titel Horizonterweiterung erschienen, das von Jan Primke produziert wurde.
Löer arbeitet heute hauptberuflich als Architekt, er lebt in Rhade und hat zwei Töchter.

## Diskografie
Alben
- 180°-Chance-Songs. Lord Records, 1986
- Mit offenen Karten. Lord Records, 1988
- Westen. Lords Records, 1990
- Focus. Lord Records, 1992
- Tolle Typen. Hänssler Music, 1993
- Unverhoffte Brise. Schulte & Gerth, 2001
- Horizonterweiterung. Gerth Medien, 2022

Gastauftritte
- Klaus Heizmann präsentiert: Farbe kommt in dein Leben. Hänssler Music, 1988
- Klaus Heizmann präsentiert: Jerusalem Schalom. Oratorium. S&G, 1994
- Klaus Heizmann präsentiert: Wer glaubt, gewinnt das Leben. S&G, 1995
- Jochen Rieger präsentiert: Sternenglanz erhellt die Nacht. Schulte & Gerth, 2000

Zusammenstellung
- Best Of Christian Löer. Schulte & Gerth, 2000